# Bernkasteler Straße 1, Klausen

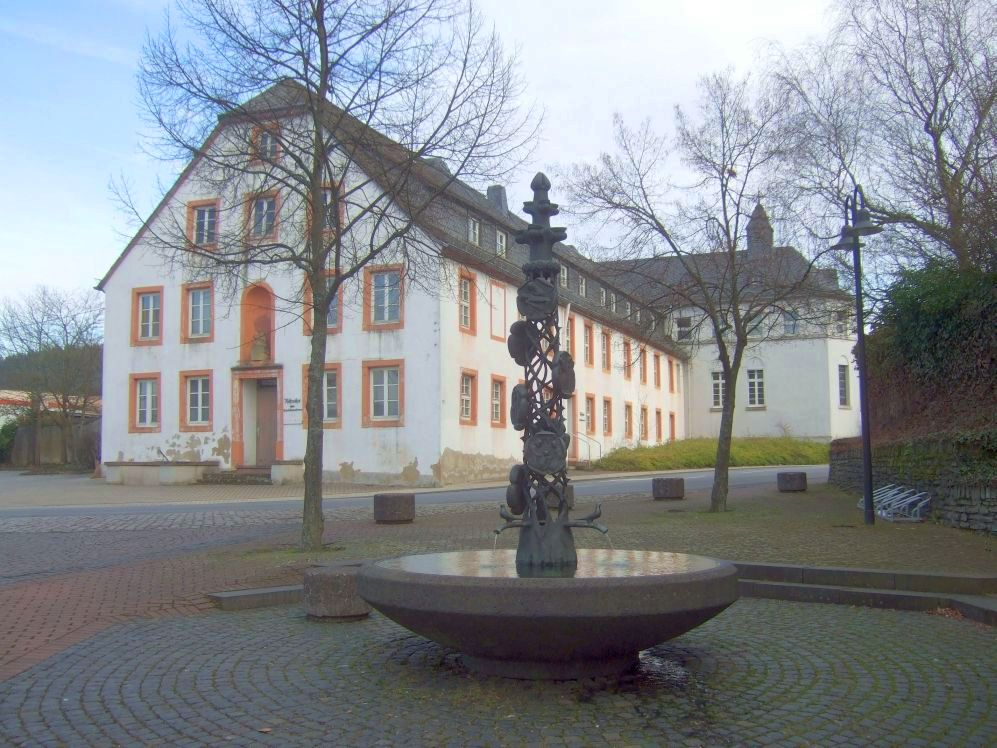
Foto (2008)

Das Anwesen Bernkasteler Straße 1, Klausen ist ein denkmalgeschütztes Gebäude im Wallfahrtsort Klausen in der Eifel in Rheinland-Pfalz.
Der langgestreckte Krüppelwalmdachbau stammt aus der ersten Hälfte des 19. Jahrhunderts (?) und wurde um 1920/30 erweitert.
Unter der Bezeichnung Dominikanerinnenkloster Mater Dolorosa wird er im Verzeichnis der Kulturdenkmäler geführt.
Das Anwesen war zunächst ein Gasthaus und kam 1918 an Dominikanerinnen aus Luxemburg, die es bis 2000 als Kloster innehatten.
Nach 14 Jahren Leerstand kam es 2014 an das Klosterweingut Sanders & Sanders und 2022 an die russisch-orthodoxe Gemeinde in der Region Trier.